# 劳考曹森德
劳考曹森德，是匈牙利包尔绍德-奥包乌伊-曾普伦州所辖的一个村。总面积15.71平方公里，总人口335，人口密度21.3人/平方公里（2011年1月1日）。